# Eve Garnett
Eve Cynthia Ruth Garnett (* 9. Januar 1900 in Upper Wick, Worcestershire; † 5. April 1991 in Lewes, East Sussex) war eine englisch-britische Kinderbuchautorin und Buchillustratorin. Ihr bekanntestes Werk ist The Family from One End Street, ein Kinderroman aus dem Jahr 1937, in dem es um eine große, kleinstädtische Arbeiterfamilie geht.

## Leben
Garnett war die Tochter von Frederick Herbert (Fritz) Garnett (1865–1942) und seiner Frau Mary Matilda (Maud), geborene Whitfield (1865/6-–1944). Sie wurde in eine finanziell unabhängige Upper middle-class-Familie geboren und hatte zwei ältere Schwestern, Kathleen (* 1890) und Beryl (* 1891). Die Familie zog mehrmals um, kehrte aber schließlich nach Worcestershire zurück, wo ihr Vater den Rang eines Oberstleutnants im 8. Bataillon des Freiwilligen-Regiments von Worcestershire innehatte. Garnett wurde zunächst zu Hause von einer Gouvernante unterrichtet und ging dann auf Schulen in Devon und Somerset und schließlich in die Alice Ottley School in Worcester. Nach ihrem Schulabschluss machte sie einen kurzen Besuch in Indien, um bei ihrer ältesten Schwester zu wohnen, deren Ehemann, ein Berufssoldat der britischen Armee, in Abbottabad stationiert war.
Sie entschloss sich Kunst zu studieren. Sie besuchte, teilweise mit Stipendien, die Chelsea Polytechnic School of Art und die Schule der Royal Academy of Arts und stellte schließlich in der Tate Gallery, der Lefevre Gallery und beim New English Art Club aus.
Garnett erhielt 1927 den Auftrag, das Buch The London Child von Evelyn Jane Sharp zu illustrieren, und die Arbeit hinterließ sie „entsetzt über die Bedingungen, die in den ärmeren Vierteln der reichsten Stadt der Welt herrschen“. Sie war entschlossen, einige der Übel der Armut und der extremen Klassenspaltung im Vereinigten Königreich, insbesondere im zeitgenössischen London, aufzuzeigen. Vor allem war sie der Meinung, dass in anderen Klassen wenig Vorstellungen darüber bestanden, wie die Ärmeren leben mussten. Garnett kommentierte in einem veröffentlichten Leserbrief, dass „es wahr ist, dass das durchschnittliche Kind wohlhabender Eltern heutzutage – insbesondere das Landkind – außerordentlich unwissend über die Bedingungen ist, unter denen die weniger glücklichen Kinder leben.“.
Garnett arbeitete an einem 40 Fuß großen Wandgemälde From Twilight to the Halls of Dawn für das Children’s House in Bow, London, das von den Schwestern Doris und Muriel Lester gegründet worden war. Garnett stellte auch ein Buch mit Zeichnungen und Kommentaren mit dem Titel Is It Well With The Child? (1938) fertig. Am bekanntesten ist sie jedoch für ihr Werk aus dem Jahr davor: Sie schrieb und illustrierte ein Geschichtenbuch, das sich mit den sozialen Bedingungen der englischen Arbeiterklasse befasste, was in der Kinderliteratur außergewöhnlich war.
Dieses Buch, The Family from One End Street, wurde von mehreren Verlegern abgelehnt, die es für „nicht jugend-geeignet“ hielten, aber schließlich 1937 von Frederick Muller Ltd veröffentlicht. Es wurde 1937 mit der Carnegie Medal der Chartered Institute of Library and Information Professionals ausgezeichnet, mit der das herausragende britische Kinderbuch des Jahres gewürdigt wurde (sie schlug dabei unter anderem Tolkiens „Der Hobbit“). Anlässlich des 70. Jubiläums der Verleihung der Medaille wurde es vom Publikum zu einem der zehn besten Werke der Vergabegeschichte ernannt. Es gilt als Klassiker und ist bis heute im Druck geblieben.
Das Manuskript einer Fortsetzung, Further Adventures of the Family from One End Street, wurde 1941 bei einem Brand beschädigt und galt als vernichtet. Es wurde jedoch teilweise entziffert, teilweise aus einer Zeitschrift rekonstruiert und schließlich 1956 von William Heinemann Ltd. veröffentlicht. Der Verlag veröffentlichte 1962 auch ein drittes Buch der Reihe, Holiday at the Dew Drop Inn.
Sie war eine begeisterte Reisende, verbrachte viel Zeit in nördlichen Ländern. Sie interessierte sich besonders für den dänisch-norwegischen Entdecker und Missionar Hans Egede und reiste oft nach Norwegen, um sein Leben zu studieren. Aus diesen Nachforschungen entstand das Hörspiel The Doll's House in the Arctic und 1968 das Buch To Greenland's Icy Mountains.
Eve Garnett, die viele Jahre in Lewes, East Sussex, lebte, starb dort am 5. April 1991 in einem Pflegeheim.

## Werke
Als Autorin und Illustratorin:
- The Family from One End Street: And Some of Their Adventures, Frederick Muller, London 1937.
- Is it Well With the Child?, Frederick Muller, London 1938.
- In and Out and Roundabout: Stories of a Little Town, Muller, London 1948.
- Further Adventures of the Family from One End Street, Heinemann, London 1956.
- Holiday at the Dew Drop Inn, Heinemann, London 1962.
- To Greenland's Icy Mountains: The Story of Hans Egede, Explorer, Coloniser, Missionary, Heinemann, London 1968.
- Lost and Found: Four Stories, Muller, London 1974.
- First Affections: Some Autobiographical Chapters of Early Childhood, Muller, London 1982.

Illustrationen steuerte sie bei zu:
- Evelyn Jane Sharp: The London Child, John Lane, Londin 1927.
- Norman Hunter: The Bad Barons of Crashbania: Vol. 42, Continuous Stories, Jolly Books, Blackwell, London 1932.
- Robert Louis Stevenson: A Child's Garden of Verses, Penguin, London 1948.
- James Reeves: A Golden Land, Constable, Edinburgh 1958.